# Faca de mergulho
A faca de mergulho é considerada um item de segurança no mergulho. Caso o mergulhador fique enroscado no fundo em alguma corda, linha ou rede de pesca, a faca será fundamental para livrá-lo da dificuldade.
A faca de mergulho ainda pode ser utilizada como martelo, chave de fenda, serra e até mesmo como unidade de medida.
Seu uso no mergulho, principalmente autônomo, não deve ser para afetar seres marinhos. Entretanto, na prática de caça-submarina através de mergulho livre, a faca é útil para cortar e retirar peixes capturados.

## Características
Existem diversos tipos de facas, variando tanto em tamanho e forma, como no material utilizado para as lâminas.

### Tamanho
Existem facas de tamanhos variados, algumas pequenas que permitem ficar presas ao colete equilibrador e outras maiores que normalmente são presas na perna.
Com o objetivo de ser apenas uma ferramenta durante o mergulho, facas grandes podem se tornar um incômodo. Por outro lado, as opções reduzidas não são tão efetivas para determinadas tarefas.

### Lâmina
Normalmente são feitas de aço inoxidável (ligas 306, 420, 440, etc) ou titânio. As lâminas de aço inoxidável apresentam maior dureza do que as de titânio mas são mais susceptíveis à corrosão pela água do mar. Quanto maior o número da liga do aço inoxidável, maior sua capacidade de reter o fio de corte, mas menor sua resistência à corrosão.
As lâminas podem ter mais de uma forma de fio de corte em cada lado.
As mais comuns apresentam um lado da lâmina 'liso', para cortes de pequenos cabos e outro lado serrilhado, para cortar linhas de nylon mais grossas ou outros cabos maiores.
O ideal é que a lâmina não tenha ponta para evitar acidentes na sua utilização mas há casos em que uma ponta é realmente necessária.

### Bainha
O local de armazenagem da faca de mergulho é importante em determinar sua facilidade de utilização em momentos de necessidade.
O ideal é que permita um desengate rápido da faca, de preferência com apenas uma mão, mas que seja segura o suficiente para não soltar a faca durante um resvalar qualquer.
Algumas opções de bainhas incluem a possibilidade de serem presas à perna do mergulhador, ao cinto ou ao colete equilibrador.

## Manutenção
A faca de mergulho também exige manutenção para preservar o fio de corte e evitar acentuação da corrosão.
É recomendado que após cada mergulho, ela seja lavada com água doce para retirar todo o sal.
Pode-se utilizar também silicone em spray na lâmina para ajudar na conservação, mas ele será rapidamente removido no próximo mergulho.